# Petits Blancs des Hauts
 (novembre 2017).
Si vous disposez d'ouvrages ou d'articles de référence ou si vous connaissez des sites web de qualité traitant du thème abordé ici, merci de compléter l'article en donnant les références utiles à sa vérifiabilité et en les liant à la section « Notes et références ».
Pour les articles homonymes, voir Petits Blancs.
Les Petits Blancs des Hauts (parfois surnommés Yab) sont le deuxième groupe d'habitants, après les esclaves marrons fuyant la servitude, des Hauts de l'île de La Réunion. Généralement, leur peau est claire et leur statut social peu élevé. Leurs descendants, qui portent toujours cette appellation, ont aujourd'hui un statut social plus hétérogène. Cette communauté est principalement d'origine européenne ; il est très probable que tous ont également des origines africaines, et certains d'entre eux ont également des origines chinoises, voire indiennes. Le terme Gros Blancs désigne en revanche les grands propriétaires terriens souvent d'ascendance aristocratique.

## Étymologie
Le terme de Petit Blanc est souvent opposé à celui de Gros Blanc. Tout de même moins courant, ce dernier sert à désigner les anciens grands propriétaires terriens de l'île, notamment les descendants des familles qui ont fait fortune dans la canne à sucre en recourant à l'esclavage et l'engagisme, comme Marie Anne Thérèse Ombline Desbassayns par exemple. Les descendants des douze familles qui se partagèrent l'île « du battant des lames au sommet des montagnes » sont les plus illustres des Gros Blancs.
Le terme Yab, qui remplace parfois Petit Blanc, peut être péjoratif selon la manière dont il est utilisé. Le mépris historique des populations des Bas envers des individus souvent pauvres et réfugiés dans la montagne a fait fleurir bon nombre de termes :
- Gardien volcan pour désigner précisément les habitants du massif du Piton de la Fournaise et notamment les roux (surnommé localement « coco rouge » : la croyance populaire suppose que leurs cheveux ont été colorés par la lave),
- Littone,
- Pattes jaunes à cause de la couleur de leurs pieds due au travail dans les champs de curcuma (appelé « safran péi »),
- Pip la chaux (à cause de la couleur laiteuse de leur peau),
- Youle ou Yole,
- Maoul ou Mahoule[3]

## Histoire
L'origine des petits Blancs des Hauts est à rechercher au XVIIIe siècle. À cette époque, la natalité est importante. On compte souvent huit à dix enfants dans les familles blanches descendant des premiers colons, et pour les premiers d'entre eux, de leurs compagnes malgaches. Cette démographie provoque un inéluctable émiettement des terres au fil des décès des parents. Ce mouvement est d'autant plus critique que le découpage de la terre s'effectue dans le sens de la longueur, du sommet des montagnes à la mer. Un tel découpage ne favorise pas l'exploitation agricole à cause de la pente.
On observe une prolétarisation de la population et la naissance du groupe des « Petits-Blancs », descendants de colons européens, chassés de l'économie de plantation. Alors, ils s'installent dans les Hauts où il défrichent et cultivent des terres libres dans l'isolement.
Ce groupe sera rejoint à compter de 1849 par des petits propriétaires terriens privés de leur main-d'œuvre par l'abolition de l'esclavage prononcée par Sarda Garriga l'année précédente.
Cette communauté agricole et catholique, installé dans des espaces escarpés est marqué par la misère, l'alcoolisme et la consanguinité au XXe siècle. On retrouve en effet une population avec un fort taux de fécondité et des mariages entre cousins germains.

## Sociologie
La paupérisation de certaines populations blanches à La Réunion distingue cette île des Antilles françaises, où une telle évolution n'a pas eu lieu. Alors que le Blanc, le « béké », reste aujourd'hui associé à l'esclavagisme dans l'imaginaire de l'archipel antillais, il est davantage considéré comme une composante neutre de la population à La Réunion. C'est d'autant plus vrai que des communautés comme celles que forment les Zarabes ou les personnes originaires de Chine ont par ailleurs pu s'enrichir rapidement grâce au commerce,ce qui a permis une forme d'égalité sociale. Cette dernière permet elle-même la dilution des identités communautaires dans un ensemble créole.[réf. nécessaire]
Aujourd'hui, les terres qu'habitent les petits Blancs des Hauts font l'objet d'une réhabilitation importante de la part des pouvoirs publics. L'élevage qu'ils pratiquent se développe rapidement. Ils restent tout de même frappés par un chômage très important, supérieur à 50 % dans certains îlets[réf. nécessaire].
Les Petits Blancs ne constituent pas à proprement parler un groupe identitaire affirmé à la Réunion, même s'il existe une « culture » qui lui est propre, comme l'atteste le groupe musical Pat'Jaune.

## Personnalités issues d'une famille yab
- Didier Robert
- Patrick Lebreton
- Christophe Payet
- Jacqueline Farreyrol
- Pauline Hoarau
- Jean-Luc Poudroux
- Danyel Waro
- Valérie Bègue
- Marie Payet

## Note
1. ↑  Quelquefois appelés « vieux blancs », cf. l'article BLANC du lexique figurant dans Michel Beniamino, Le français de La Réunion, EDICEF, coll. « Actualités linguistiques francophones » Vanves, 1996  (ISBN 2-84-129240-1) [lire en ligne]
2. ↑  « Ti yab et Gro blan », sur reunionweb.org (consulté le 26 avril 2022)
3. ↑  Albany, Jean., P'tit glossaire : le piment des mots créoles, Hi-Land océan Indien, [2001] (ISBN 291082201X et 9782910822019, OCLC 65186595, lire en ligne)
4. ↑  Alexandre Bourquin, Histoire des Petits-Blancs de la Réunion, 1er avril 2005 (ISBN 978-2-8111-3956-8, lire en ligne)
5. ↑  Les Petits-Blancs des Hauts à La Réunion : une aventure du bout du monde, 1815-1914. Alexandre Bourquin - 1998-10-16
6. ↑   [vidéo] « La Réunion : isolement et misère des descendants de colons en 1989 | INA Reportages », INA Reportages, 21 mai 2025, 24:0 min (consulté le 18 juillet 2025)
7. ↑  Michelle Dion, « Grand-Ilet, un isolat blanc des hauts de la Réunion ? », Espace Populations Sociétés, vol. 2, no 1,‎ 1984, p. 17–24 (DOI 10.3406/espos.1984.934, lire en ligne, consulté le 18 juillet 2025)